# Władysław Pilat
Władysław Franciszek Pilat (ur. 24 lipca 1857 we Lwowie, zm. 5 września 1908 tamże) – polski ekonomista i socjolog, profesor Politechniki Lwowskiej, docent Uniwersytetu Lwowskiego.
Był synem Stanisława (literata i pedagoga) i Gertrudy z Gnatkowskich, bratem profesorów Uniwersytetu Lwowskiego Tadeusza i Romana. Uczęszczał do Gimnazjum im. Franciszka Józefa we Lwowie, egzamin dojrzałości złożył w 1876. W latach 1876–1880 studiował prawo na Uniwersytecie Lwowskim, uzupełniał wykształcenie w Berlinie. W latach 1881–1896 pracował w Prokuratorii Skarbu we Lwowie. W grudniu 1883 obronił doktorat praw na Uniwersytecie Lwowskim, odbył roczną praktykę sądową, w 1887 złożył egzamin adwokacki.
Od 1889 był docentem na Politechnice Lwowskiej, wykładał ekonomię społeczną, prawo handlowe i prawo wekslowe. W 1895 został mianowany profesorem nadzwyczajnym, w 1900 profesorem zwyczajnym; w roku akademickim 1902/1903 pełnił funkcję dziekana Wydziału Chemii Technicznej, a przez kolejne dwa lata był prodziakanem tego Wydziału. Od 1890 pracował jednocześnie jako docent na Wydziale Prawa Uniwersytetu Lwowskiego.
Był malarzem amatorem, akwarelistą. Z małżeństwa z Kazimierą z Horodyńskich (zm. 1959 w Krakowie) miał troje dzieci (córkę Olgę, zm. 1981, żonę profesora prawa rzymskiego Uniwersytetu Wileńskiego Franciszka Bossowskiego; syna Zygmunta, zm. 1981, inżyniera chemika; syna Władysława, zm. 1957, inżyniera mechanika).
Został pochowany na Cmentarzu Łyczakowskim we Lwowie.
W pracy naukowej zajmował się zjawiskami społecznymi i ekonomicznymi. Ogłosił szereg prac naukowych, m.in.:
- Scheffle o socjalizmie (1885)
- Nowy zarys socjologii (1885)
- Czym jest statystyka (1887)
- Obecne kierunki ekonomii społecznej (1892)
- Kierunek socjalistyczny w nauce włoskiej (1895)
- Własność ziemi i stosunki posiadania (1897)
- O nowoczesnej socjologii (1903, z Witoldem Lassotą)
- Socjologia sztuki (1907)[3]
- Z dziedziny socjologii (1909)